# În plină viteză
În plină viteză (titlul original: în maghiară Teljes gőzzel) este un film dramatic maghiar, realizat în 1951 de regizorul Félix Máriássy, protagoniști fiind actorii Imre Sinkovits, Ferenc Bessenyei, János Görbe și Ilona Kiss. 

## Conținut
Pongrácz, care a luptat pentru mișcarea „două mii de tone” la calea ferată, moare într-un asasinat care pare a fi un accident. Prietenul său, Szabó, continuă lupta pe baza jurnalului de lucru pe care l-a găsit. Inginerul șef Molnár lucrează la calea ferată, care folosindu-l pe bețivul Carver și pe șeful stației, criminalul de război Farkas, se pregătește pentru o altă operațiune de sabotaj conform instrucțiunilor domnului Knock, care a ajuns în Ungaria. Maiorul ÁVH Patkós, Éva Fábri, ofițer politic, Szabó și colegii lor sunt acum vigilenți. Nu numai vinovații sunt demascați la timp, dar și mișcarea „două mii de tone” este dusă la succes...

## Distribuție
- Imre Sinkovits – Sándor Szabó
- Ferenc Bessenyei – Pongrácz
- László Horváth – băiețelul lui Pongrácz
- Tibor Bodor – Holló, farmacistul
- Marcsa Simon – tanti Szabó
- Ilona Kiss – doamna Pongráczné
- János Görbe – maiorul Patkós
- Etelka Selényi – Éva Fábri. ofițer politic
- Imre Ráday – inginerul Berkes
- István Szegedi Szabó – Pásztor
- Miklós Szakáts – Molnár
- János Makláry – Faragó
- Oszkár Ascher – Farkas
- Lajos Mányai – domnul Knock
- John Bartha – Román
- Ilona Dajbukát – văduva
- Béla Károlyi – Balassa

## Trivia
Potrivit indicațiilor sovieticilor, liderii partidului feroviar au început o mișcare stanhanovistă în 1949, în care încărcătura de tren a locomotivelor cu abur a fost semnificativ crescută (la 2000 de tone sau mai mult) în comparație cu ceea ce era menționat în normele tehnice și la care au participat în primul rând locomotive din seria 411 și 424. Ca o deschidere solemnă a concursului de forță de muncă, un tren de marfă de 2018 tone, pe 160 de osii, a fost lansat în august 1949 de la Miskolc la Hatvan. Trenul a fost tractat de o locomotivă cu aburi din seria 411 (așa-numita „Truman”), care deși a tractat trenul până la Hatvan, acolo locomotiva a trebuit scoasă din circulație pentru reparații, deoarece conductele cazanului s-au deformat din cauza supraîncărcării.